# Maxillariinae
Sous-tribu
Synonymes
Maxillarieae
Les Maxillariinae sont une sous-tribu de plantes  dans la famille des Orchidaceae (les Orchidées), de la sous-famille des Epidendroideae et de la tribu des Cymbidieae.
Le genre type est Maxillaria.

## Liste des genres
- Anguloa
- Bifrenaria
- Guanchezia
- Horvatia
- Lycaste
- Maxillaria
- Neomoorea
- Rudolfiella
- Scuticaria
- Teuscheria
- Xylobium

Nothogenre: × Sudacaste

## Publication originale
- George Bentham, Journal of the Linnean Society, Botany vol. 18, no 288, 1881.